# درون‌خانه

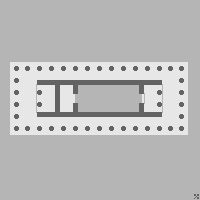
محل درون‌خانه (به رنگ خاکستری) در نیایشگاه یونانی.

به اتاق درونی و میانی نیایشگاه‌ها در معماری کلاسیک روم و یونان دَرون‌خانه یا مَقصوره یونانی  یا صِلّا (به رومی: Cella) گفته می‌شود.
در دوران باستان تندیس‌های آیینی و بت‌های ویژهٔ مورد احترام آن معبد را در درون‌خانه نگه می‌داشتند.
در درون‌خانه‌ها معمولاً میزها یا پاسنگ‌هایی نیز قرار می‌دادند تا هدایا و قربانی‌ها را بر روی آن بنهند.
سنگ‌های گرانبها، کلاه‌خودها، نیزه‌ها و تندیس‌های نذری زیادی به این‌گونه نیایشگاه‌ها اهداء می‌شد و درون‌خانه‌های بسیاری از پرستشگاه‌های رومی و یونانی به‌صورت گنجینه‌های پرمایه‌ای در آمده‌بود.